# Artigues-Sant Adrià
Antigues | Sant Andrià – stacja metra w Barcelonie, na linii 2. Stacja została otwarta w 1985.